# 青木豪
青木豪（日语：／ Aoki Gō，1999年12月6日—），日本男子冰壶运动员，2018年全国锦标赛男子金牌得主、2019年全国锦标赛男子铜牌得主、2022年全国锦标赛男子银牌得主、2025年亚洲冬季运动会混合双人金牌得主。